# 2006 en cyclisme
| Années du cyclisme : 2003 - 2004 - 2005 - 2006 - 2007 - 2008 - 2009    |
| Décennies du cyclisme : 1970 - 1980 - 1990 - 2000 - 2010 - 2020 - 2030 |

Les faits marquants de l'année 2006 en cyclisme

## Par mois

### Septembre
- 24 septembre : Paolo Bettini remporte le championnat du monde sur route à Salzbourg, en Autriche. Il s'impose au sprint devant l'Allemand Erik Zabel et l'Espagnol Alejandro Valverde.

## Rendez-vous programmés

### Classement de fin de saison
Route
Piste
- Coupe du monde : classement par nations  :

Cyclo-cross

### Grands tours
- Tour d'Italie 2006 :  Ivan Basso (Team CSC).
- Tour de France 2006 :  Óscar Pereiro (Caisse d'Épargne)[1].
- Tour d'Espagne 2006 :  Alexandre Vinokourov (Astana).

### Principales classiques
- Milan-San Remo :  Filippo Pozzato (Quick Step-Innergetic)
- Tour des Flandres :  Tom Boonen (Quick Step-Innergetic)
- Gand-Wevelgem :  Thor Hushovd (Crédit agricole)
- Paris-Roubaix :  Fabian Cancellara (CSC)
- Amstel Gold Race :  Fränk Schleck (CSC)
- Flèche wallonne :  Alejandro Valverde (Caisse d'Épargne-Illes Balears)
- Liège-Bastogne-Liège :  Alejandro Valverde (Caisse d'Épargne-Illes Balears)
- Classique de Saint-Sébastien :  Xavier Florencio (Bouygues Telecom)
- Championnat de Zurich :  Samuel Sánchez (Euskaltel-Euskadi)
- Paris-Tours :  Frédéric Guesdon (La Française des jeux)
- Tour de Lombardie :  Paolo Bettini (Quick Step-Innergetic)

## Championnat du monde
- Championnat du monde sur route masculin :  Paolo Bettini.
- Championnats du monde de cyclisme sur piste 2006 :
- Championnats du monde de cyclo-cross masculins :  Erwin Vervecken.
- Championnat du monde de VTT cross country masculin :  Julien Absalon.
- Championnat du monde de BMX masculin :  Javier Colombo.

## Principaux champions nationaux sur route
- Allemagne : Dirk Müller
- Australie : Russell Van Hout
- Belgique : Niko Eeckhout
- Danemark :  Allan Johansen
- Espagne : Édition annulée
- États-Unis : George Hincapie
- France : Florent Brard
- Grande-Bretagne : Hamish Haynes
- Italie :  Paolo Bettini
- Luxembourg :  Kim Kirchen
- Norvège :  Lars Petter Nordhaug
- Pays-Bas : Michael Boogerd[2]
- Russie : Alexander Khatuntsev
- Suisse : Grégory Rast

## Principaux décès
- 8 mars : Giordano Cottur, cycliste italien. (° 24 mai 1914).
- 19 septembre : Roy Schuiten, cycliste néerlandais. (° 16 décembre 1950).
- 26 novembre : Isaac Gálvez, cycliste espagnol. (° 20 mai 1975).